# Nectriopsis oropensoides
Nectriopsis oropensoides är en svampart som först beskrevs av Rehm, och fick sitt nu gällande namn av Samuels 1988. Nectriopsis oropensoides ingår i släktet Nectriopsis och familjen Bionectriaceae.  Arten är reproducerande i Sverige. Inga underarter finns listade i Catalogue of Life.